# Primarias del Partido Republicano de 2008 en Rhode Island
Las Primarias republicanas de Rhode Island, 2008 fueron el 4 de marzo de 2008.

## Resultados
| Candidato     | Votos  | Porcentajes | Delegados |
| ------------- | ------ | ----------- | --------- |
| Mike Huckabee | 17,468 | 65%         | 13        |
| John McCain   | 5,839  | 22%         | 4         |
| Ron Paul      | 1,775  | 7%          | 0         |
| Indecisos     | 567    | 2%          | 0         |
| Total         | 39978  | 100%        | 17        |